# Saint-Geniès-Bellevue
 Saint-Geniès-Bellevue  es una población y comuna francesa, en la región de Mediodía-Pirineos, departamento de Alto Garona, en el distrito de Toulouse y cantón de Toulouse-15.

## Demografía
| 372 | 630 | 1192 | 1452 | 1529 | 1781 |
| Para los censos de 1962 a 1999 la población legal corresponde a la población sin duplicidades (Fuente: INSEE [Consultar]) |     |      |      |      |      |